# 43. Reserve-Division (Deutsches Kaiserreich)
Die 43. Reserve-Division war ein Großverband der Preußischen Armee im Ersten Weltkrieg.

## Geschichte
Die Division wurde im Oktober 1914 gebildet und während des Ersten Weltkriegs an der West- und Ostfront eingesetzt. Während der Lorettoschlacht im Frühjahr 1915 stand die 85. Reserve-Infanterie-Brigade mit den Reserve-Infanterie-Regimentern Nr. 201 und 202 nicht im Divisionsverbund, sondern war vom 15. Mai bis 20. Juni 1915 der 117. Infanterie-Division zugeteilt. Nach starken Verlusten löste man den Großverband am 12. September 1918 auf.

### Gefechtskalender

#### 1914
- 18. Oktober bis 30. November – Schlacht an der Yser
  - 20. Oktober bis 30. November – Kämpfe bei Dixmude
  - 10. November – Erstürmung von Dixmude
- ab 1. Dezember – Stellungskämpfe an der Yser

#### 1915

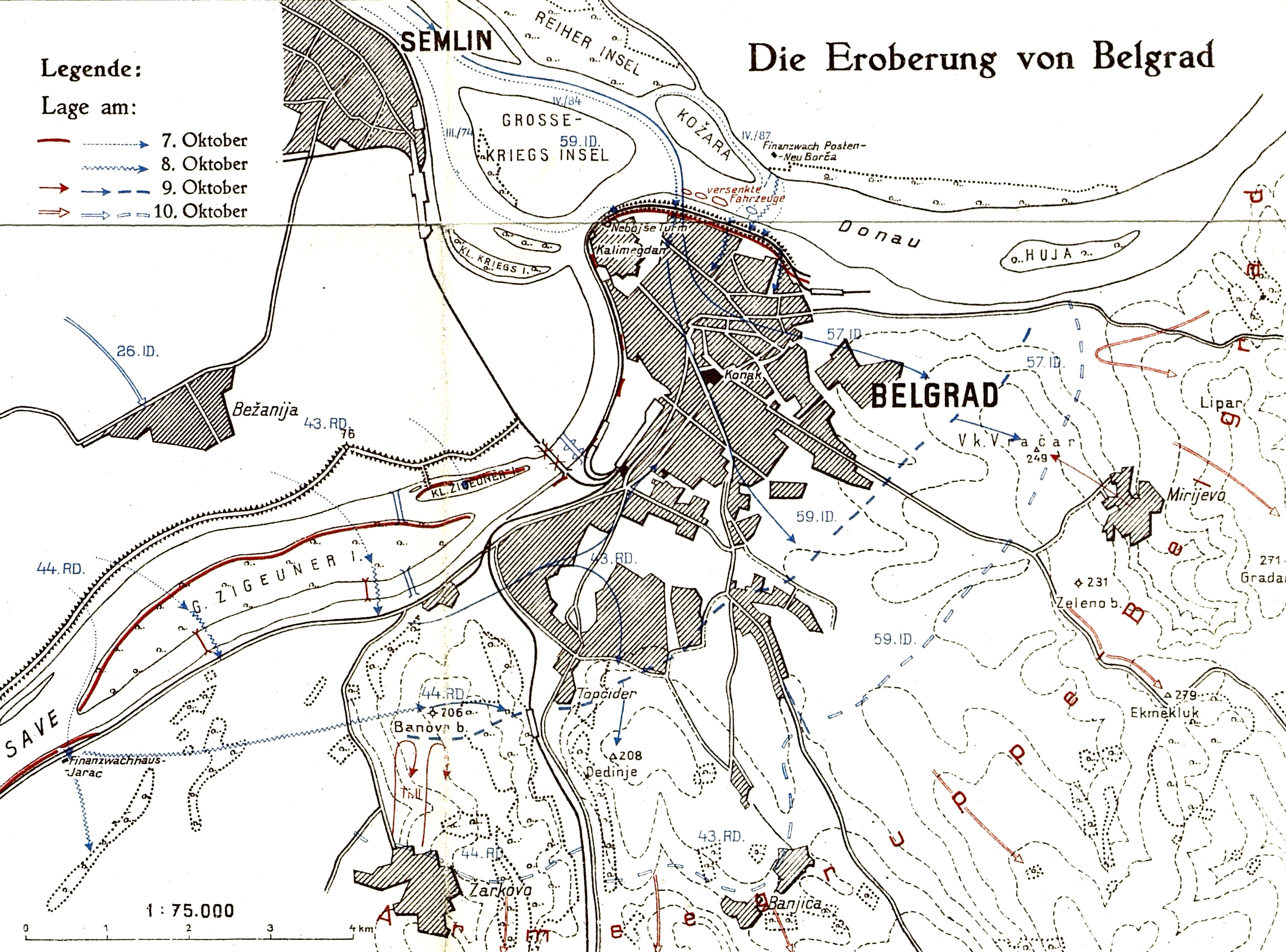
Der Übergang über die Save und die folgende Einnahme Belgrads.

- bis 21. April – Stellungskämpfe an der Yser
- 22. April bis 25. Mai – Kämpfe um Ypern
- 26. Mai bis 1. Juni – Stellungskämpfe an der Yser
- 01. bis 10. Juni – Transport nach dem Osten
- 12. bis 15. Juni – Durchbruchsschlacht von Lubaczów
- 17. bis 22. Juni – Schlacht bei Lemberg
- 22. Juni bis 16. Juli – Verfolgungskämpfe an der galizisch-polnischen Grenze
- 16. bis 18. Juli – Durchbruchsschlacht von Krasnostaw
- 19. bis 28. Juli – Kämpfe im Anschluss an die Durchbruchsschlacht von Krasnostaw
- 29. bis 30. Juli – Durchbruchsschlacht von Biskupice
- 31. Juli bis 19. August – Verfolgungskämpfe vom Wieprz bis zum Bug
- 18. bis 24. August – Angriff auf Brest-Litowsk
- 19. August bis 4. September – Verfolgungskämpfe zwischen Bug und Jasiolda
- 04. September bis 6. Oktober – Zweiter Aufmarsch an der serbischen Nordgrenze
- 06. Oktober bis 22. November – Feldzug in Serbien
  - 7. Oktober – Übergang über die Save und Erstürmung des Banovo-Berges
  - 9. Oktober – Einnahme von Belgrad
- ab 23. November – Reserve in Syrmien

#### 1916
- bis 6. Februar – Reserve in Syrmien
- 01. bis 6. Februar – Transport nach dem Westen
- 06. Februar bis 23. März – Reserve der OHL bei der 6. Armee
- 25. März bis 15. Juni – Schlacht um Verdun
  - 3. bis 7. Mai – Kämpfe um Höhe „304“
  - 20. bis 24. Mai – Kämpfe um den „Toten Mann“
- 14. bis 22. Juni – Transport nach dem Osten
- 22. Juni bis 15. Juli – Kämpfe am Styr
- 16. bis 27. Juli – Kämpfe am oberen Styr-Stochod
- 28. Juli bis 4. November – Schlacht bei Kowel
- 05. bis 9. November – Stellungskämpfe am oberen Styr-Stochod
- 09. bis 16. November – Transport nach dem Westen
- 16. November bis 16. Dezember – Reserve der OHL
- ab 16. Dezember – Stellungskämpfe vor Verdun

#### 1917
- bis 15. Februar – Stellungskämpfe vor Verdun
- 15. Februar bis 5. April – Stellungskämpfe an der Aisne
- 06. bis 23. April – Doppelschlacht Aisne-Champagne
- 23. April bis 3. Juni – Stellungskämpfe in den Argonnen
- 04. Juni bis 1. Juli – Stellungskämpfe bei Reims
- 03. Juli bis 23. Oktober – Stellungskämpfe am Chemin des Dames
- 24. bis 31. Oktober – Nachhutkämpfe an und südlich der Ailette
- 01. bis 7. November – Transport nach dem Osten
- 08. November bis 14. Dezember – Stellungskämpfe an der oberen Schtschara-Serwetsch-Njemen
- 15. bis 17. Dezember – Waffenruhe
- ab 17. Dezember – Waffenstillstand

#### 1918
- bis 1. Februar – Waffenstillstand
- 01. bis 6. Februar – Transport nach dem Westen
- 07. Februar bis 15. März – Ausbildung auf dem Truppenübungsplatz Altengrabow
- 01. April bis 15. Juni – Stellungskämpfe in Flandern und Artois
  - 9. bis 18. April – Schlacht bei Armentières
- 15. Juni bis 7. August – Kämpfe an der Ancre, Somme und Avre
- 08. bis 20. August – Abwehrschlacht zwischen Somme und Avre
  - 8. bis 9. August – Tankschlacht zwischen Ancre und Avre
  - 10. bis 12. August – Schlacht an der Römerstraße
- 12. September – Auflösung der Division

## Gliederung

### Kriegsgliederung vom 10. September 1914
- 85. Reserve-Infanterie-Brigade
  - Reserve-Infanterie-Regiment Nr. 201
  - Reserve-Infanterie-Regiment Nr. 202
  - Reserve-Jäger-Bataillon Nr. 15
- 86. Reserve-Infanterie-Brigade
  - Reserve-Infanterie-Regiment Nr. 203
  - Reserve-Infanterie-Regiment Nr. 204
- Reserve-Kavallerie-Abteilung Nr. 43
- Reserve-Feldartillerie-Regiment Nr. 43
- Reserve-Pionier-Kompanie Nr. 43

### Kriegsgliederung vom 5. Mai 1918
- 85. Reserve-Infanterie-Brigade
  - Reserve-Infanterie-Regiment Nr. 201
  - Reserve-Infanterie-Regiment Nr. 202
  - Reserve-Infanterie-Regiment Nr. 203
  - 2. Eskadron/Braunschweigisches Husaren-Regiment Nr. 17
- Artillerie-Kommandeur Nr. 43
  - Reserve-Feldartillerie-Regiment Nr. 43
  - I. Bataillon/Lothringisches Fußartillerie-Regiment Nr. 16
- Stab Pionier-Bataillon Nr. 343
  - 4. Kompanie/1. Westpreußisches Pionier-Bataillon Nr. 17
  - Reserve-Pionier-Kompanie Nr. 43
  - Minenwerfer-Kompanie Nr. 243
- Divisions-Nachrichten-Kommandeur Nr. 443

## Kommandeure
| Dienstgrad      | Name                     | Datum                                                             |
| --------------- | ------------------------ | ----------------------------------------------------------------- |
| Generalleutnant | Otto von Hoffmann        | 31. August 1914 bis 24. Oktober 1914                              |
| Generalleutnant | Karl Stenger             | 25. Oktober 1914 bis 6. Februar 1915                              |
| Generalmajor    | Hermann Otto von Runckel | 07. Februar 1915 bis 18. August 1917 (mit der Führung beauftragt) |
| Generalmajor    | Wilhelm Theodor Knoch    | 19. August 1917 bis 25. August 1918                               |
| Generalleutnant | Rudolf von der Osten     | 26. August bis 10. September 1918                                 |